# Evporija (luna)
Evporija (grško Ευπορία: Euporía) je Jupitrov naravni satelit. Luno Evporijo je leta 2001 odkrila skupina astronomov, ki jo je vodil Scott S. Sheppard z Univerze Havajev . Prvotno je dobila oznako S/2001 J 10. Ime je dobila po hori Evporiji , ki je pripadala tretji generaciji hor (grška mitologija).
Luna Evporija obkroža Jupiter v razdalji 19,088.000 km. Obkroži ga v 538,780 dneh po krožnici, ki ima naklon 145 ° (glede na ekliptiko in na ekvator). Spada v Anankino skupino, ki ima ime po luni Ananke. To je skupina nepravilnih satelitov Jupitra z vzvratnim gibanjem. V skupini je luna Evporija Jupitru najbližja. 
Evporija ima premer samo 2 km. Njena gostota je ocenjena na 2,6 g/cm3, kar kaže da je sestavljena iz kamnin. Površina je precej temna, saj ima albedo 0,04.
Njen navidezni sij je 23,1 m.